# Meoneura alpina
Meoneura alpina är en tvåvingeart som beskrevs av Willi Hennig 1948. Meoneura alpina ingår i släktet Meoneura och familjen kadaverflugor. Inga underarter finns listade i Catalogue of Life.